# Bruno Alves
Bruno Eduardo Regufe Alves (Póvoa de Varzim, 27 de noviembre de 1981) es un exfutbolista portugués que jugaba como defensa. Desde julio de 2022 es director deportivo del AEK Atenas F. C. de la Superliga de Grecia.

## Selección nacional
Fue internacional con la selección de Portugal, jugó 96 partidos internacionales y anotó 11 goles. Fue convocado para la Eurocopa 2008, Copa Mundial de 2010, Eurocopa 2012, Copa Mundial de 2014, Eurocopa 2016, Copa Confederaciones 2017 y Copa Mundial de 2018.

### Participaciones en Copas del Mundo
| Mundial              | Sede      | Resultado        |
| -------------------- | --------- | ---------------- |
| Copa Mundial de 2010 | Sudáfrica | Octavos de final |
| Copa Mundial de 2014 | Brasil    | Primera fase     |
| Copa Mundial de 2018 | Rusia     | Octavos de final |

## Clubes
| Club                      | País     | Año       | Partidos | Goles |
| ------------------------- | -------- | --------- | -------- | ----- |
| F. C. Porto               | Portugal | 1999-2010 | 171      | 17    |
| S. C. Farense (cedido)    | Portugal | 2002-2003 | 48       | 3     |
| Vitória S. C. (cedido)    | Portugal | 2003-2004 | 27       | 1     |
| AEK Atenas F. C. (cedido) | Grecia   | 2004-2005 | 42       | 1     |
| Zenit de San Petersburgo  | Rusia    | 2010-2013 | 100      | 3     |
| Fenerbahçe S. K.          | Turquía  | 2013-2016 | 101      | 4     |
| Cagliari Calcio           | Italia   | 2016-2017 | 37       | 1     |
| Rangers F. C.             | Escocia  | 2017-2018 | 25       | 2     |
| Parma Calcio 1913         | Italia   | 2018-2021 | 67       | 4     |
| F. C. Famalicão           | Portugal | 2021      |          |       |
| Apollon Smyrnis           | Grecia   | 2021-2022 |          |       |

## Palmarés

### Títulos nacionales
| Título                | Club                     | País     | Año  |
| --------------------- | ------------------------ | -------- | ---- |
| Copa de Portugal      | F. C. Porto              | Portugal | 2000 |
| Copa de Portugal      | F. C. Porto              | Portugal | 2001 |
| Supercopa de Portugal | F. C. Porto              | Portugal | 2001 |
| Primeira Liga         | F. C. Porto              | Portugal | 2003 |
| Copa de Portugal      | F. C. Porto              | Portugal | 2003 |
| Supercopa de Portugal | F. C. Porto              | Portugal | 2003 |
| Primeira Liga         | F. C. Porto              | Portugal | 2004 |
| Supercopa de Portugal | F. C. Porto              | Portugal | 2004 |
| Primeira Liga         | F. C. Porto              | Portugal | 2006 |
| Copa de Portugal      | F. C. Porto              | Portugal | 2006 |
| Supercopa de Portugal | F. C. Porto              | Portugal | 2006 |
| Primeira Liga         | F. C. Porto              | Portugal | 2007 |
| Primeira Liga         | F. C. Porto              | Portugal | 2008 |
| Primeira Liga         | F. C. Porto              | Portugal | 2009 |
| Copa de Portugal      | F. C. Porto              | Portugal | 2009 |
| Supercopa de Portugal | F. C. Porto              | Portugal | 2009 |
| Copa de Portugal      | F. C. Porto              | Portugal | 2010 |
| Supercopa de Portugal | F. C. Porto              | Portugal | 2010 |
| Liga Premier de Rusia | Zenit de San Petersburgo | Rusia    | 2010 |
| Supercopa de Rusia    | Zenit de San Petersburgo | Rusia    | 2011 |
| Liga Premier de Rusia | Zenit de San Petersburgo | Rusia    | 2012 |
| Superliga de Turquía  | Fenerbahçe S. K.         | Turquía  | 2014 |
| Supercopa de Turquía  | Fenerbahçe S. K.         | Turquía  | 2014 |

### Títulos internacionales
| Título                       | Club (*)              | Sede     | Año  |
| ---------------------------- | --------------------- | -------- | ---- |
| Copa de la UEFA              | F. C. Porto           | España   | 2003 |
| Liga de Campeones de la UEFA | F. C. Porto           | Alemania | 2004 |
| Eurocopa                     | Selección de Portugal | Francia  | 2016 |

(*) Incluye la selección.